# Saim Sadiq
Saim Sadiq est un réalisateur pakistanais né le 28 mars 1991 à Lahore.

## Biographie
Après plusieurs courts métrages, Saim Sadiq a réalisé un premier long métrage, Joyland, partiellement censuré au Pakistan - dans un premier temps, son autorisation de sortie avait été annulée par le ministère de l'information et de la diffusion - et présenté notamment au Festival de Cannes 2022 où il a obtenu le prix du jury Un certain regard ainsi que la Queer Palm.

## Filmographie

### Courts métrages
- 2014 : Stepmotherland
- 2015 : The Letters of Mikael Muhammad
- 2017 : Pasban (The Caretaker)
- 2018 : Nice Talking to You
- 2018 : Nowhere
- 2019 : Chérie

### Long métrage
- 2022 : Joyland